# Route nationale 21 (Luxembourg)
Pour les articles homonymes, voir Route nationale 21 et N21.
La route nationale 21 (luxembourgeois : Nationalstrooss 21) est une route nationale reliant Grosbous à Niederfeulen, dans la commune de Feulen.

## Historique
La route a été établie en reprenant et corrigeant certaines sections provenant du chemin vicinal déjà existant reliant Niederfeulen à Grosbous et déjà visible sur la carte de Ferraris.
Un budget de 15 000 francs a été attribué le 23 décembre 1854, pour l'exercice 1855, afin de réaliser une première section de route entre Niederfeulen et Mertzig. Le tracé de ce premier tronçon de 4,417 km ainsi que ses caractéristiques ont été fixés par l'arrêté royal grand-ducal du 29 mars 1855. La première section parachevée à la fin de l'année 1855, un budget de 23 500 francs est dégagé en 1856 pour finir celle-ci et entamer la deuxième section entre Niederfeulen et Grosbous,. Le tracé restant a été fixé par l'arrêté royal grand-ducal du 27 mars 1856. L'ensemble est achevé en 1857 pour un budget total de 40 320 francs.

### Contournement d'Oberfeulen
En 1987, 2 500 véhicules (dont 400 poids lourds) sont observés en moyenne quotidiennement dans la traversée du village d'Oberfeulen ce qui pose certains problèmes de sécurité et de fluidité. Souhaitant procéder à une mise à gabarit sans altérer le cachet du noyau villageois, le gouvernement propose la construction d'un contournement de l'entité par le nord pour un budget hors-emprises de 39 000 000 francs. Le 18 janvier 1988 est votée une loi autorisant le gouvernement à procéder à sa réalisation.
Le contournement est inauguré le  . La loi du 22 décembre 1995 déclasse les anciennes sections traversant Oberfeulen en chemins repris et vicinaux.

## Description du tracé
Construite à partir de Niederfeulen, elle débute à son croisement avec la « route d'Ettelbruck à Bastogne » (désormais « route de Bastogne », classée route nationale 15) d'où elle part perpendiculairement en direction d'Oberfeulen qu'elle contourne désormais par le nord. Avant l'inauguration du contournement au début des années 1990, la route serpentait par le centre du village avant de rejoindre les hauteurs et de poursuivre sur le tracé corrigé de l'ancien chemin vicinal vers Mertzig et Grosbous où son itinéraire s'achève au croisement avec la « route de Saeul à Wiltz » (désormais « rue de Wiltz », classée N12).

### Entités sur le parcours
- Canton de Redange
  - Grosbous (commune)
- Canton de Diekirch
  - Mertzig (commune)
  - Feulen (commune)
    - Oberfeulen (section)
    - Niederfeulen (section)

## Statistiques de fréquentation
| Point de comptage | Début de section | Fin de section          | Trafic moyen journalier (3 jours moyens, pour les deux sens) | Trafic moyen journalier (3 jours moyens, pour les deux sens) | Trafic moyen journalier (3 jours moyens, pour les deux sens) | Trafic moyen journalier (3 jours moyens, pour les deux sens) | Trafic moyen journalier (3 jours moyens, pour les deux sens) | Trafic moyen journalier (3 jours moyens, pour les deux sens) | Trafic moyen journalier (3 jours moyens, pour les deux sens) | Trafic moyen journalier (3 jours moyens, pour les deux sens) | Trafic moyen journalier (3 jours moyens, pour les deux sens) | Trafic moyen journalier (3 jours moyens, pour les deux sens) |
| Point de comptage | Début de section | Fin de section          | 1986                                                         | 1991                                                         | 1996                                                         | 2001                                                         | 2006                                                         | 2011                                                         | 2013                                                         | 2015                                                         | 2017                                                         | 2019                                                         |
| ----------------- | ---------------- | ----------------------- | ------------------------------------------------------------ | ------------------------------------------------------------ | ------------------------------------------------------------ | ------------------------------------------------------------ | ------------------------------------------------------------ | ------------------------------------------------------------ | ------------------------------------------------------------ | ------------------------------------------------------------ | ------------------------------------------------------------ | ------------------------------------------------------------ |
| 708               | Mertzig 345      | Feulen (Oberfeulen) 314 | 2 303                                                        | 2 427                                                        | 3 292                                                        | 4 032                                                        | 4 220                                                        | 4 384                                                        | 3 874                                                        | 4 075                                                        | 4 304                                                        | 4 502                                                        |

## Galerie d'images

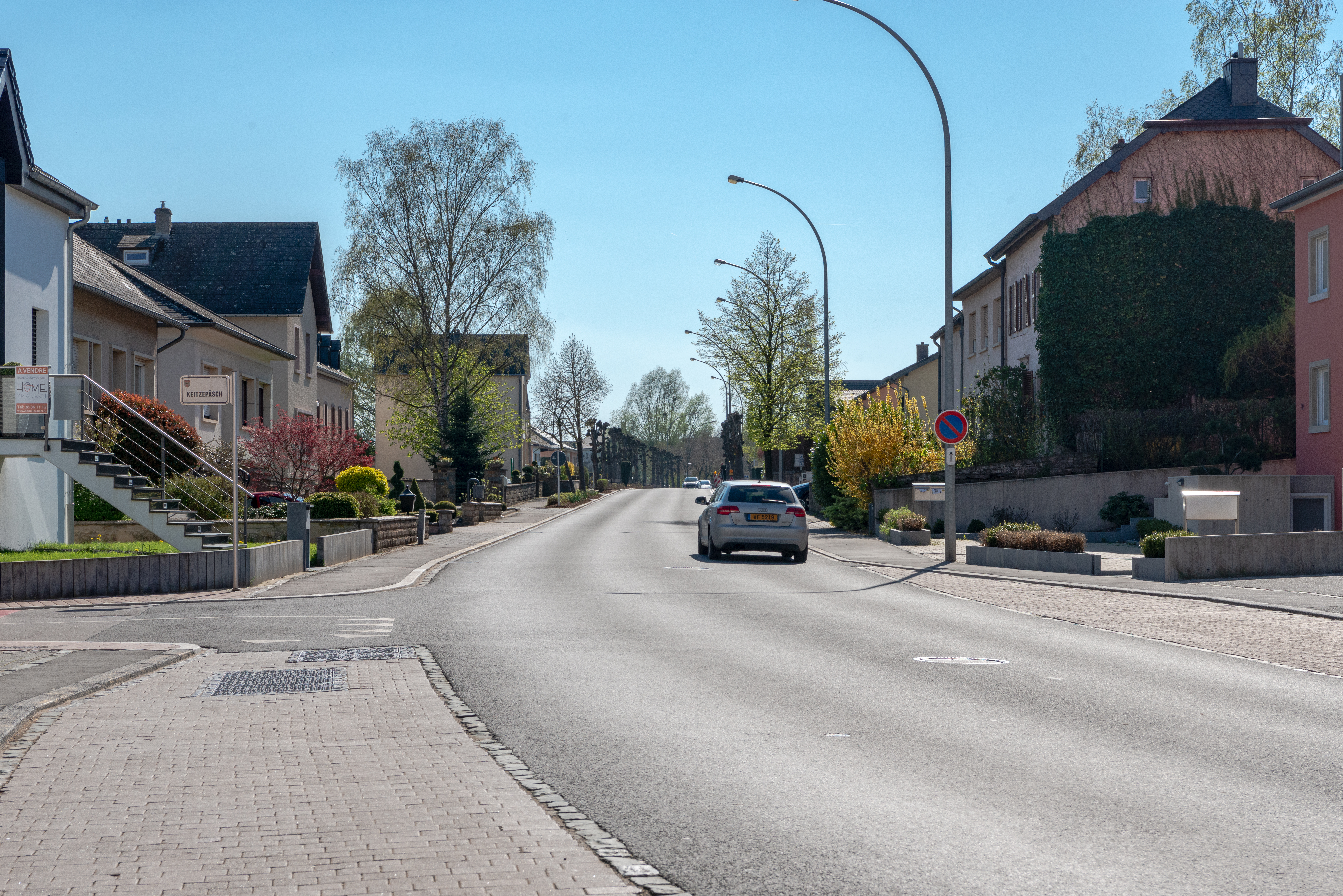
Début de la route à Niederfeulen.
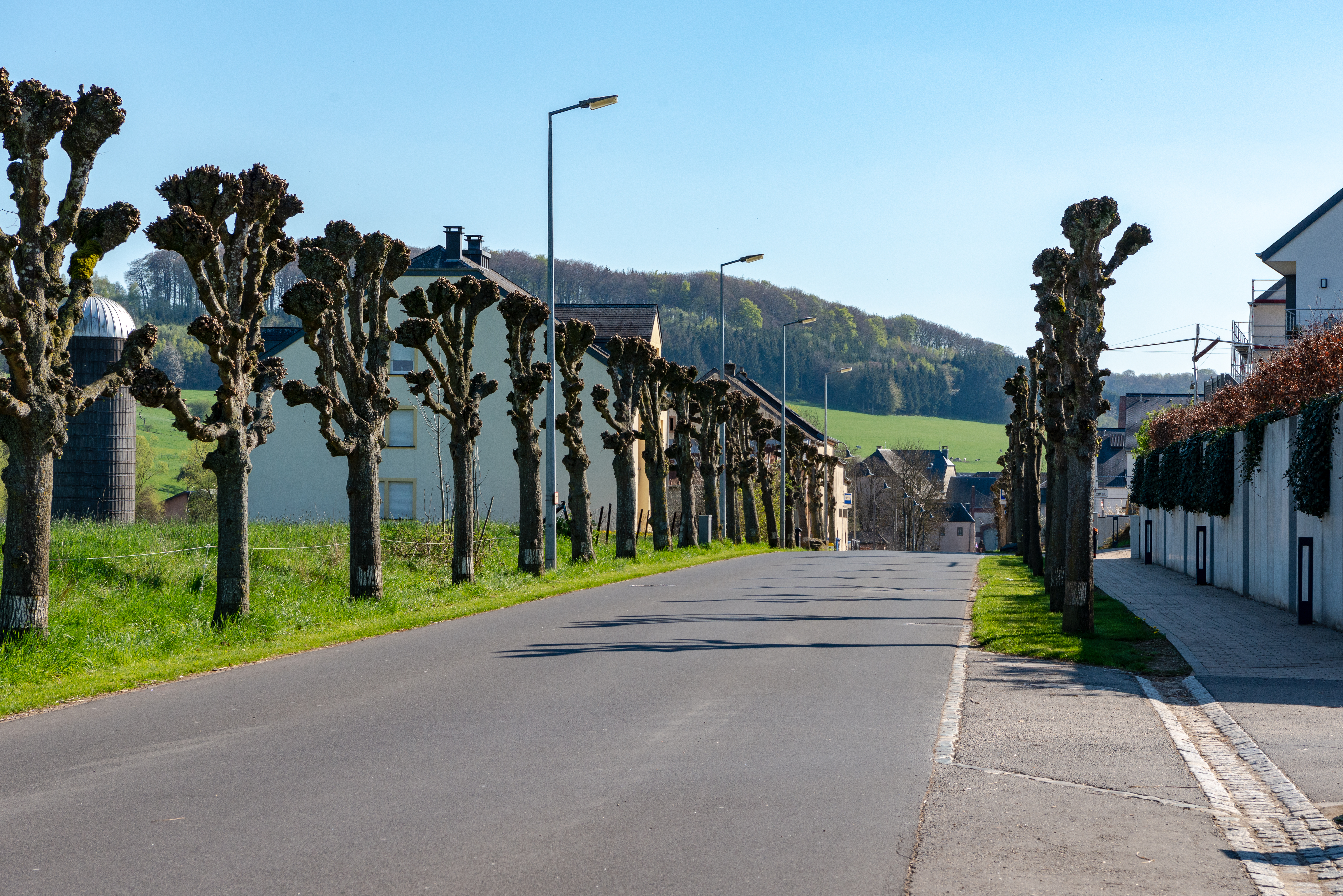
Ancienne section à Oberfeulen, avant la construction du contournement.